# Triumfetta acuminata
Triumfetta acuminata är en malvaväxtart som beskrevs av Carl Sigismund Kunth. Triumfetta acuminata ingår i släktet triumfettor, och familjen malvaväxter. Inga underarter finns listade i Catalogue of Life.